# Nedeljko Malić
Nedeljko Malić, né le 15 mai 1988 à Banja Luka, est un footballeur bosnien. Il évolue au poste de défenseur central.

## Biographie

### En club
Nedeljko Malić joue plus de 200 matchs en première division autrichienne. Il dispute un match en Coupe de l'UEFA lors de la saison 2007-2008.

## Palmarès
- Champion d'Autriche de D2 en 2015 avec le SV Mattersburg